# Vergrößerungssoftware
Bei eingeschränktem Sehvermögen sind Informationen auf dem Computermonitor oder dem Display eines Mobiltelefons ohne visuelle Unterstützung oft nur mit größter Mühe wahrnehmbar. Vergrößerungssoftware, auch Bildschirmvergrößerung oder Großbildsystem genannt, stellt die Bildschirminformationen in einer für Menschen mit Sehbehinderung geeigneten Form dar.
Vergrößerungssoftware ermöglicht eine pixelweise Vergrößerung des Computerbildes. Sie wird in der Regel zusammen mit großen Monitoren verwendet, um den Vergrößerungsfaktor möglichst gering halten zu können. Die Software verfügt häufig über spezielle Farb- und Kontrasteinstellungen und ermöglicht dem Benutzer die Steuerung des vergrößerten Bildausschnitts oder die Überwachung nicht im Ausschnitt dargestellter Bereiche. Weitere Funktionen für besondere Anwendungszusammenhänge sind z. B. verschiedene Lupenformen oder eine Dokumentlesefunktion.
Großbildsysteme werden als Software oder als Hardwarelösungen in Form spezieller Steckkarten angeboten und mit marktüblichen Monitoren kombiniert. Einige Systeme können eine Sprachausgabe als zusätzliches Ausgabemedium einbinden. Neben den Versionen kostenpflichtiger Anbieter, werden auch freie Versionen zum Download angeboten.
Mittlerweile gibt es auch Softwarelupen für die Vergrößerungen des Bildschirminhalts bei Windows-Anwendungen.
Ein Shortcut zum Vergrößern der Ansicht per Tastenkombination funktioniert nicht nur bei Windows 10, 8 oder 7, sondern lässt sich auch bei älteren Versionen des Betriebssystems einstellen.